# Międzybrodzie Bialskie

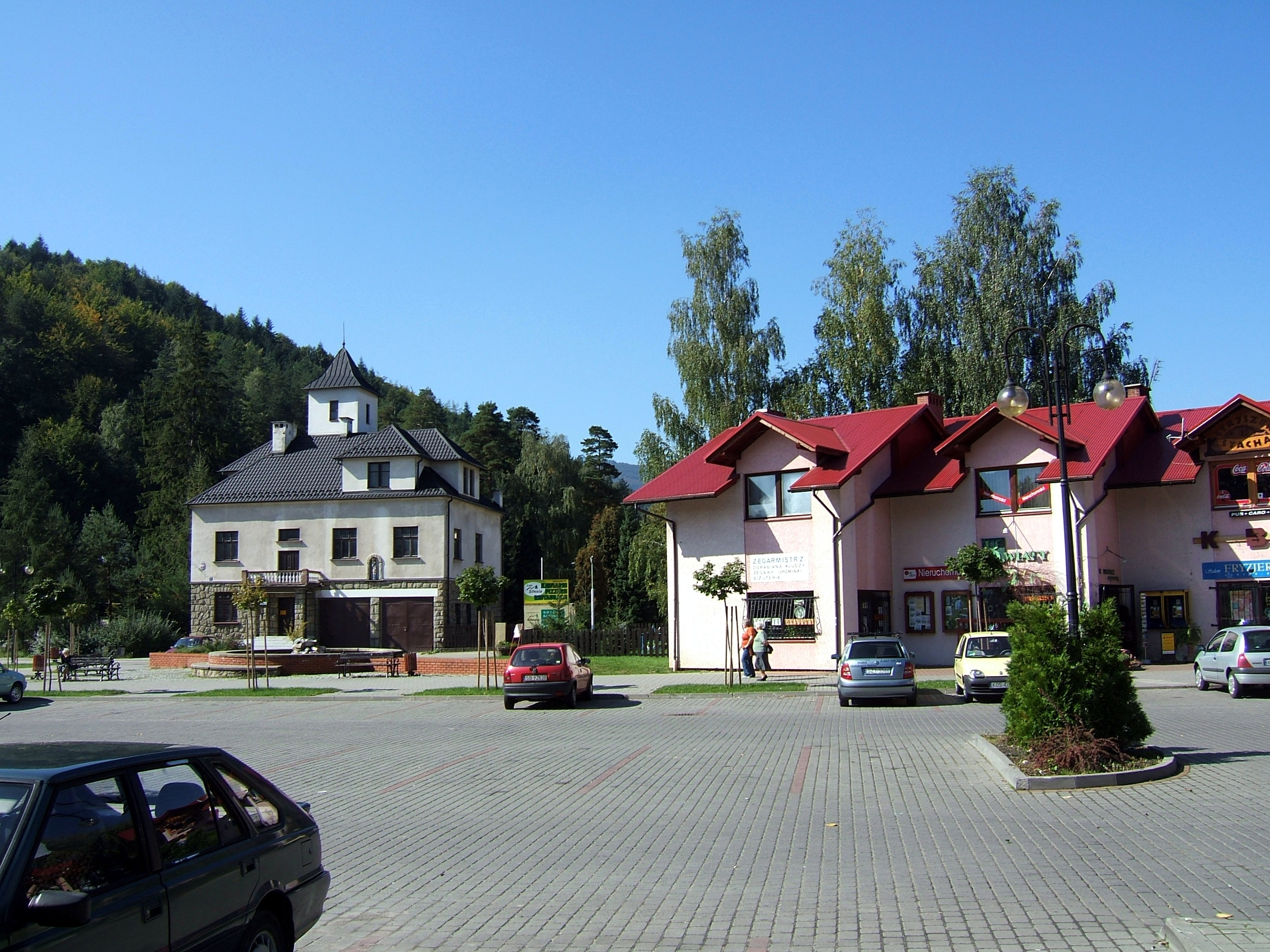
Ortsmitte

Międzybrodzie Bialskie [mjɛnd͡zɨˈbrɔd͡ʑɛ ˈbjalskjɛ] (deutsch Mienzebrosche) ist ein Dorf in der polnischen Woiwodschaft Schlesien im Powiat Żywiecki. Das Dorf ist Teil der Gemeinde (gmina) Czernichów.

## Geographie
Das Dorf liegt im Süden Polens. 30 Kilometer südlich von Międzybrodzie Bialskie befindet sich die Staatsgrenze zur Slowakei, 30 Kilometer südwestlich die Grenze zu Tschechien. Das Dorf liegt am Ufer des Międzybrodzier Stausees Jezioro Międzybrodzkie, eines beliebten Ausflugszieles.
Andere Ortsteile sind zwei ehemalige Dörfchen: Żarnówka Duża und Żarnówka Mała.

## Geschichte

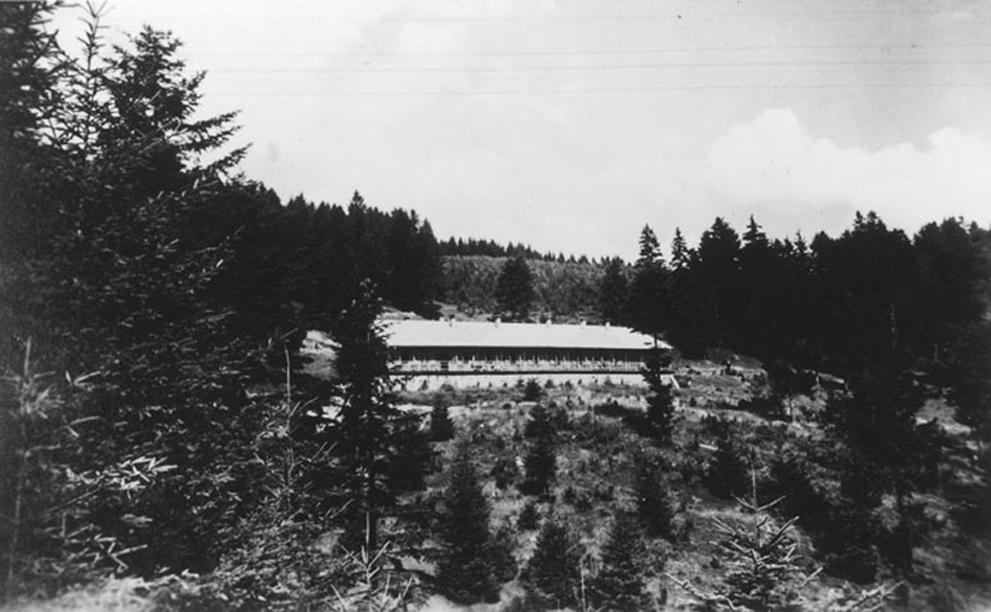
SS-Urlauberheim Solahütte vor 1945

Der Ort entstand als Weiler von Lipnik und wurde im Jahre 1549 erstmals erwähnt. Die ersten Siedler waren Jakub Łyka und sein Sohn, Grzegorz. Später wurde der Ort Międzybrodzie Lipnickie genannt und gehörte bis zu den Teilungen Polens zur Starostei Lipnik. Międzybrodzie Kobiernickie und Żarnówka wurden später gegründet und gehörten zur Starostei in Zator. Der Name Międzybrodzie bedeutet ein Ort zwischen (między) Furten (bród).
Bei der Ersten Teilung Polens kamen besagte Orte 1772 zum neuen Königreich Galizien und Lodomerien des habsburgischen Kaiserreichs (ab 1804).
Im Jahre 1858 wurde die römisch-katholische Pfarrei errichtet (früher gehörten die Siedlungen zu Czaniec).
1918, nach dem Ende des Ersten Weltkriegs und dem Zusammenbruch der k.u.k. Monarchie, kamen besagte Orte zu Polen. Im Jahre 1923 wurden sie vereinigt unter dem Namen Międzybrodzie Bialskie, nach der Stadt Biała.
Im Zweiten Weltkrieg gehörte das Dorf zum Landkreis Bielitz im Regierungsbezirk Kattowitz in der Provinz Schlesien (seit 1941 Provinz Oberschlesien). In Międzybrodzie Bialskie befand sich ein Erholungsheim namens Solahütte (wohl nach dem Fluss Soła benannt). Die Solahütte wurde während der Zeit des Nationalsozialismus von Mitgliedern der SS genutzt. Dieses Urlauberheim wurde von einem Häftlingskommando des KZ Auschwitz 1942 unter der Leitung von Franz Hößler erbaut.
Von 1975 bis 1998 gehörte Międzybrodzie Bialskie zur Woiwodschaft Bielsko-Biała.

## Söhne und Töchter des Ortes
- Raimund Folgner (1888–1916), österreichischer Geologe
- Adam Wykręt (* 1945), Politiker, seit 2007 Abgeordneter im Sejm